# Смольчев-Малиновський
Смольчев-Малиновський (рос. Смольчев-Малиновский) — хутір Гіагінського району Адигеї Росії. Входить до складу Дондуківського сільського поселення.
Населення — 100 осіб (2015 рік).